# Метод симметричных составляющих
Метод симметричных составляющих — метод расчёта несимметричных электрических систем, основанный на разложении несимметричной системы на три симметричные — прямую, обратную и нулевую.
Метод широко применяется для расчёта несимметричных режимов трёхфазной сети, например, коротких замыканий.

## Разложение

### Прямая последовательность
Прямую последовательность составляют три вектора {\displaystyle {\bar {A}}_{1}}, {\displaystyle {\bar {B}}_{1}} и {\displaystyle {\bar {C}}_{1}}, имеющие одинаковый модуль и сдвинутые друг относительно друга на 120o. Вектор {\displaystyle {\bar {A}}_{1}} опережает вектор {\displaystyle {\bar {B}}_{1}}, а вектор {\displaystyle {\bar {B}}_{1}} опережает вектор {\displaystyle {\bar {C}}_{1}}.

### Обратная последовательность
Обратную последовательность составляют векторы {\displaystyle {\bar {A}}_{2}}, {\displaystyle {\bar {B}}_{2}} и {\displaystyle {\bar {C}}_{2}}, одинаковой длины и сдвинутые друг относительно друга на 120o. Вектор {\displaystyle {\bar {C}}_{2}} опережает вектор {\displaystyle {\bar {B}}_{2}}, а вектор {\displaystyle {\bar {B}}_{2}} опережает вектор {\displaystyle {\bar {A}}_{2}}.

### Нулевая последовательность
Нулевая последовательность образуется векторами {\displaystyle {\bar {A}}_{0}}, {\displaystyle {\bar {B}}_{0}} и {\displaystyle {\bar {C}}_{0}} одинаковыми по модулю и направлению.

## Расчет
Любая несимметричная система может быть представлена суммой трех симметричных. Таким образом:

{\displaystyle {\begin{cases}{\bar {A}}={\bar {A}}_{1}+{\bar {A}}_{2}+{\bar {A}}_{0}\\{\bar {B}}={\bar {B}}_{1}+{\bar {B}}_{2}+{\bar {B}}_{0}\\{\bar {C}}={\bar {C}}_{1}+{\bar {C}}_{2}+{\bar {C}}_{0}\end{cases}}}

Введя оператор a, равный:

{\displaystyle a=e^{j{\tfrac {2\pi }{3}}}}, 

можно получить для системы:

{\displaystyle {\begin{cases}{\bar {A}}={\bar {A}}_{1}+{\bar {A}}_{2}+{\bar {A}}_{0}\\{\bar {B}}=a^{2}{\bar {A}}_{1}+a{\bar {A}}_{2}+{\bar {A}}_{0}\\{\bar {C}}=a{\bar {A}}_{1}+a^{2}{\bar {A}}_{2}+{\bar {A}}_{0}\end{cases}}}

Таким образом получается система из трех уравнений с тремя неизвестными, у которой решение однозначно.
Для значений векторов в составляющих симметричных системах получается:
{\displaystyle {\bar {A}}_{1}={\tfrac {1}{3}}({\bar {A}}+a{\bar {B}}+a^{2}{\bar {C}})}

{\displaystyle {\bar {A}}_{2}={\tfrac {1}{3}}({\bar {A}}+a^{2}{\bar {B}}+a{\bar {C}})}

{\displaystyle {\bar {A}}_{0}={\tfrac {1}{3}}({\bar {A}}+{\bar {B}}+{\bar {C}})}

Эти соотношения справедливы для любой системы, в том числе и симметричной. В этом случае:

{\displaystyle {\bar {A}}={\bar {A}}_{1}}; {\displaystyle {\bar {A}}_{2}={\bar {A}}_{0}=0}

## Несимметричные режимы
Составляющие обратной последовательности возникают при появлении в сети любой несимметрии: однофазного или двухфазного короткого замыкания, обрыва фазы, несимметрии нагрузки.
Составляющие нулевой последовательности имеют место при замыканиях на землю (одно- и двухфазных) или при обрыве одной или двух фаз. В случае междуфазного замыкания составляющие нулевой последовательности(токи и напряжения) равны нулю.

## Применение метода

Векторная диаграмма фазных токов. Симметричный режим.

- Метод широко применяется для расчета несимметричных режимов работы электроэнергетических систем.
- Этот метод используют многие устройства РЗиА. В частности, принцип работы трансформатора тока нулевой последовательности основан на сложении значений тока во всех трех фазах защищаемого участка. В нормальном(симметричном) режиме сумма значений фазных токов равна нулю. В случае возникновения однофазного замыкания, в сети появятся токи нулевой последовательности и сумма значений токов в трех фазах будет отлична от нуля, что зафиксирует измерительный прибор (например, амперметр), подключенный ко вторичной обмотке трансформатора тока нулевой последовательности.
- Для трехфазных транспозированых ЛЭП результат этого преобразования — точная матрица собственных векторов (матрица модального преобразования)[1]. Она одинакова как для тока, так и для напряжения.